# 山田智敏
山田 智敏（やまだ ちとし）は、日本の警察官。愛称「韋駄天」。

## 人物
富山県出身、魚津市立東部中学校卒。大学を卒業し、富山県警察学校卒業。上市警察署に入署。30歳で富山県警察山岳警備隊入隊。2005年11月3日の上市町駅伝競走大会で57分21秒で優勝。
勤務地の剱沢警備派出所は、歩いて2時間以上も掛る標高2500ｍの山の上。年間約100万人の観光客や登山者が訪れる、立山連峰剱岳周辺の警備に当たる。「想像力」が山岳救助任務で一番大事なものだと語る。
2010年現在、富山県警察山岳警備隊分隊長。階級は巡査部長。2010年4月、母校の魚津市立東部中学校で創立記念講演「重くても、重くない」を実施。

## テレビ出演
- 2010年2月16日 - 『プロフェッショナル 仕事の流儀』「出動せよ 雲上のレスキュー隊」（NHK総合テレビジョン）
- 2010年9月17日 - 『FNNスーパーニュース・スーパー特報』「北アルプス発SOS 出動!山岳警備隊」

## 関連書籍
- 富山県警察山岳警備隊『ピッケルを持ったお巡りさん』山と溪谷社、1985年、ISBN 4-635-17018-7
- 富山県警察山岳警備隊『山靴を履いたお巡りさん』山と溪谷社、1992年、ISBN 4-635-17060-8
- 富山県警察山岳警備隊『山岳警備隊出動せよ!』東京新聞出版局、1996年、ISBN 4-8083-0571-2

## 参考資料
- 『プロフェッショナル 仕事の流儀』（NHK総合テレビジョン） 2010年2月16日放送
- 『魚津市立東部中学校1学年だより2号』 2010年4月30日発行